# Alberto Asor Rosa
Alberto Asor Rosa (Roma, 23 de septiembre de 1933-21 de diciembre de 2022) fue un escritor, crítico literario, historiador y político italiano.

## Biografía
De formación marxista, cercano a las tesis de Mario Tronti, colaboró con las revistas Quaderni rossi, Classe operaia, Laboratorio político y Mondo nuovo, fue director y editor de la revista Contropiano y desde 1990, director del semanal del PCI, Rinascita. Dirigió y editó la obra en varios volúmenes Letteratura italiana de Einaudi
En 1956, después de la revolución húngara, fue uno de los firmantes del Manifesto dei 101, en el que muchos de los intelectuales de la época criticaron y condenaron la intervención soviética.
En 1965, con la publicación del potente ensayo Scrittori e popolo, identificó y críticóòļ el filón populista en el que se había instalado la literatura italiana, criticando entre otros el libro de Pasolini, Chicos de la vida, que trata en tono neorealista y sin ningún tipo de moralismo la prostitución masculina.
Desde 1972, fue profesor de literatura italiana en la Universidad La Sapienza de Roma.
Abandonó la actividad didàctica en 2003, y decidió dedicarse al mundo de la narrativa, publicando las novelas L’alba di un mondo nuovo (Einaudi, 2002)/El alba de un mundo nuevo (Barataria, 2005), Storie di animali e altri viventi (Einaudi, 2005)/Historias de animales y otras vidas (Barataria, 2006) y Assunta e Alessandro (Einaudi, 2010).
En 2002 fue nombrado ciudadano de honor de la ciudad de Artena, residencia de su abuela materna donde veraneo en su infancia.
Volvió a su actividad educativa en el año 2006 en la Universidad de La Sapienza de Roma.

## Obra

### Obras críticas
- Scrittori e popolo, Samonà e Savelli, 1965
- La cultura della Controriforma, Laterza, 1974
- La cultura, in Storia d'Italia, vol. IV: Dall'Unità ad oggi, t. II, Einaudi, 1975
- Genus Italicum, Einaudi, 1977
- Sintesi di storia della letteratura italiana, La Nuova Italia, 1979
- Intellettuali, in Enciclopedia, vol. VII, Einaudi, 1979
- Letteratura italiana (a cura di), Einaudi, 1982-2000.
- Ungaretti e la cultura romana scritto con L. De Nardis, L. Piccioni e L. Silori, Bulzoni, 1983
- Un altro Novecento, La Nuova Italia, 1999
- Letteratura italiana del Novecento. Bilancio di un secolo, Einaudi 2000
- Stile Calvino: cinque studi, Einaudi 2001
- Storia europea della letteratura italiana, Einaudi 2009.

### Obras de reflexión política
- Le due società, Einaudi, 1977
- L'ultimo paradosso, Einaudi, 1985
- Fuori dall'Occidente, Einaudi, 1992
- La sinistra alla prova, Einaudi, 1996
- Il grande silenzio. Intervista sugli intellettuali, a cura di Simonetta Fiori, Laterza, 2009

### Narrativa
- L'alba di un mondo nuovo, Einaudi 2002
- Storie di animali e altri viventi, Einaudi, 2005
- Assunta e Alessandro. Storie di formiche, Einaudi, 2010

### Edición en español
- El alba de un mundo nuevo, Ediciones Barataria, ISBN 978-84-95764-39-3, 2005 (Traducción de José Antonio Bravo)[2]
- Historias de animales y otras vidas, Ediciones Barataria, ISBN 978-84-95764-48-5, 2006